# Copa Simón Bolívar 2009 (Bolivia)
La Copa Simón Bolívar 2009 fue la 21.ª edición de la Copa Simón Bolívar. Participaron un total de 18 clubes de las 9 asociaciones departamentales. El torneo comenzó el 4 de septiembre y finalizó el 20 de noviembre del 2009.
Por segunda vez en su historia, Guabirá logró el campeonato y ascenso a primera división, mientras que Ciclón disputó el ascenso indirecto ante Jorge Wilstermann.

## Equipos participantes
| Departamento | Cantidad | Equipos                     |
| ------------ | -------- | --------------------------- |
| Beni         | 2        | Primero de Mayo             |
| Beni         | 2        | Universitario de Beni       |
| Chuquisaca   | 2        | Fancesa                     |
| Chuquisaca   | 2        | Independiente Petrolero     |
| Cochabamba   | 2        | Enrique Happ                |
| Cochabamba   | 2        | Universitario de Cochabamba |
| La Paz       | 2        | 31 de Octubre               |
| La Paz       | 2        | FATIC                       |
| Oruro        | 2        | Deportivo Cristal           |
| Oruro        | 2        | Oruro Royal                 |
| Pando        | 2        | Universitario de Pando      |
| Pando        | 2        | Vaca Díez                   |
| Potosí       | 2        | Stormers San Lorenzo        |
| Potosí       | 2        | Universitario de Potosí     |
| Santa Cruz   | 2        | Destroyers                  |
| Santa Cruz   | 2        | Guabirá                     |
| Tarija       | 2        | Ciclón                      |
| Tarija       | 2        | Real Charcas                |

### Información
Participarán en esta etapa tanto el campeón como el subcampeón de cada una de las asociaciones departamentales. A continuación, se muestran los detalles de todos los equipos participantes por orden de asociación.
| Asociación                                    | Pos. | Club                        | Entrenador           |
| --------------------------------------------- | ---- | --------------------------- | -------------------- |
| Beni Asociación Beniana de Fútbol             | 1.°  | Universitario del Beni      | Bandera de ?         |
| Beni Asociación Beniana de Fútbol             | 2.°  | Primero de Mayo             | Bandera de ?         |
| Chuquisaca Asociación Chuquisaqueña de Fútbol | 1.°  | Fancesa                     | Javier Vega          |
| Chuquisaca Asociación Chuquisaqueña de Fútbol | 2.°  | Independiente Petrolero     | Miguel Urdininea     |
| Cochabamba Asociación de Fútbol Cochabamba    | 1.°  | Enrique Happ                | Freddy Bolívar       |
| Cochabamba Asociación de Fútbol Cochabamba    | 2.°  | Universitario de Cochabamba | Jorge Vega           |
| La Paz Asociación de Fútbol de La Paz         | 1.°  | Fraternidad Tigres          | Miguel Sanabria      |
| La Paz Asociación de Fútbol de La Paz         | 2.°  | 31 de Octubre               | Uber Acosta          |
| Oruro Asociación de Fútbol Oruro              | 1.°  | Deportivo Cristal           | Valentín Zanca       |
| Oruro Asociación de Fútbol Oruro              | 2.°  | Oruro Royal                 | Juan Patricio Navía  |
| Pando Asociación de Fútbol de Pando           | 1.°  | Vaca Díez                   | Bandera de ?         |
| Pando Asociación de Fútbol de Pando           | 2.°  | Universitario de Pando      | Bandera de ?         |
| Potosí Asociación de Fútbol Potosí            | 1.°  | Stormers San Lorenzo        | Bandera de ?         |
| Potosí Asociación de Fútbol Potosí            | 2.°  | Universitario de Potosí     | Jorge Ugarte         |
| Santa Cruz Asociación Cruceña de Fútbol       | 1.°  | Guabirá                     | José Peña            |
| Santa Cruz Asociación Cruceña de Fútbol       | 2.°  | Destroyers                  | Juan Rivero          |
| Tarija Asociación Tarijeña de Fútbol          | 1.°  | Ciclón                      | Mario Rolando Ortega |
| Tarija Asociación Tarijeña de Fútbol          | 2.°  | Real Charcas Petrolero      | Óscar Garvizu        |

## Fase de grupos

### Serie A1
| Pos. | Equipo             | Pts. | PJ | G | E | P | GF | GC | Dif. | Clasificación  |
| ---- | ------------------ | ---- | -- | - | - | - | -- | -- | ---- | -------------- |
| 1    | Fraternidad Tigres | 12   | 6  | 4 | 0 | 2 | 14 | 9  | +5   | Liguilla final |
| 2    | Enrique Happ       | 12   | 6  | 4 | 0 | 2 | 13 | 10 | +3   |                |
| 3    | Deportivo Cristal  | 3    | 6  | 1 | 0 | 5 | 8  | 16 | −8   |                |

 Fuente: 

### Serie A2
| Pos. | Equipo                      | Pts. | PJ | G | E | P | GF | GC | Dif. | Clasificación  |
| ---- | --------------------------- | ---- | -- | - | - | - | -- | -- | ---- | -------------- |
| 1    | Oruro Royal                 | 10   | 6  | 3 | 1 | 2 | 16 | 10 | +6   | Liguilla final |
| 2    | Universitario de Cochabamba | 10   | 6  | 3 | 1 | 2 | 12 | 12 | 0    |                |
| 3    | 31 de Octubre               | 5    | 6  | 1 | 2 | 3 | 3  | 9  | −6   |                |

 Fuente: 

### Serie B1
| Pos. | Equipo                  | Pts. | PJ | G | E | P | GF | GC | Dif. | Clasificación  |
| ---- | ----------------------- | ---- | -- | - | - | - | -- | -- | ---- | -------------- |
| 1    | Ciclón                  | 15   | 6  | 5 | 0 | 1 | 15 | 2  | +13  | Liguilla final |
| 2    | Independiente Petrolero | 12   | 6  | 4 | 0 | 2 | 13 | 9  | +4   |                |
| 3    | Universitario de Potosí | 3    | 6  | 1 | 0 | 5 | 6  | 23 | −17  |                |

 Fuente: 

### Serie B2
| Pos. | Equipo               | Pts. | PJ | G | E | P | GF | GC | Dif. | Clasificación  |
| ---- | -------------------- | ---- | -- | - | - | - | -- | -- | ---- | -------------- |
| 1    | Stormers San Lorenzo | 12   | 6  | 4 | 0 | 2 | 16 | 10 | +6   | Liguilla final |
| 2    | Real Charcas         | 7    | 6  | 2 | 1 | 3 | 7  | 9  | −2   |                |
| 3    | Fancesa              | 4    | 6  | 1 | 1 | 4 | 4  | 8  | −4   |                |

 Fuente: 

### Grupo C
| Pos. | Equipo                 | Pts. | PJ | G | E | P | GF | GC | Dif. | Clasificación  |
| ---- | ---------------------- | ---- | -- | - | - | - | -- | -- | ---- | -------------- |
| 1    | Guabirá                | 16   | 6  | 5 | 1 | 0 | 13 | 5  | +8   | Liguilla final |
| 2    | Destroyers             | 12   | 6  | 4 | 0 | 2 | 15 | 6  | +9   | Liguilla final |
| 3    | Universitario del Beni | 10   | 6  | 3 | 1 | 2 | 15 | 8  | +7   |                |
| 4    | Universitario de Pando | 6    | 6  | 2 | 0 | 4 | 7  | 12 | −5   |                |
| 5    | Primero de Mayo        | 5    | 6  | 1 | 2 | 3 | 11 | 12 | −1   |                |
| 6    | Vaca Díez              | 3    | 6  | 1 | 0 | 5 | 5  | 23 | −18  |                |

 Fuente: [cita requerida]

## Segunda fase

### Cuartos de final
| Equipo 1             | Agr.         | Equipo 2           | Ida | Vuelta |
| -------------------- | ------------ | ------------------ | --- | ------ |
| Destroyers           | 4–4 (3-5 p.) | Ciclón             | 2-0 | 2-4    |
| Stormers San Lorenzo | 3–1 (3-5 p.) | Fraternidad Tigres | 3-0 | 0-1    |
| Oruro Royal          | 5–6 (1-4 p.) | Guabirá            | 4-1 | 1-5    |

### Semifinales
| Equipo 1             | Agr.         | Equipo 2 | Ida | Vuelta |
| -------------------- | ------------ | -------- | --- | ------ |
| Fraternidad Tigres   | 2–5 (1-4 p.) | Guabirá  | 2-0 | 0-5    |
| Stormers San Lorenzo | 2–8          | Ciclón   | 2-3 | 0-5    |

### Final
Guabirá impugnó el partido de vuelta, que había ganado Ciclón por 3:2, debido a que violó el artículo 33 del reglamento del campeonato que señala que "no pueden jugar más de cuatro extranjeros o naturalizados al mismo tiempo".
| Equipo 1 | Agr. | Equipo 2 | Ida | Vuelta |
| -------- | ---- | -------- | --- | ------ |
| Guabirá  | 5–1  | Ciclón   | 2-1 | 2-3    |

## Play-off de ascenso y descenso indirecto
Jorge Wilstermann que fue penúltimo equipo de la tabla acumulada, se enfrentó contra el subcampeón de la Copa Simón Bolívar que fue Ciclón.

### Ciclón - Jorge Wilstermann
- Los horarios corresponden a la hora local del Bolivia: (UTC-4).

| Ida; 9 de diciembre de 2009; 15:00 | Ciclón                  | 1:1 (0:0) | Jorge Wilstermann  | IV Centenario, Tarija                                      |                                                            |
|                                    | Leonardo Palombizio 78' |           | Edgar Olivares 83' | Asistencia: 12.000 espectadores Árbitro(s): Peter Guerrero | Asistencia: 12.000 espectadores Árbitro(s): Peter Guerrero |

| Vuelta; 16 de diciembre de 2009; 20:00 | Jorge Wilstermann                         | 2:1 (3:1) | Ciclón                 | Estadio Félix Capriles, Cochabamba                         |                                                            |
|                                        | - Guillermo Imhoff 15' - Gabriel Ríos 65' |           | Fernando Algarañaz 61' | Asistencia: 35.000 espectadores Árbitro(s): Wilson Estrada | Asistencia: 35.000 espectadores Árbitro(s): Wilson Estrada |

## Estadísticas

### Máximo goleador
| Jugador        | Equipo | Goles |
| -------------- | ------ | ----- |
| Gonzalo Acosta | Ciclón | 16    |